# Kormilo
Kormilo je uređaj na brodu, čamcu, podmornici ili zrakoplovu koje služi za određivanje i održavanje smjera, odnosno za upravljanje u smjeru lijevo-desno. Kormilo se sastoji od struka, glave, lista i pete kormila.

## Dijelovi kormila
Struk kormila je gornji, pojačani dio kormila koji na samom vrhu ima ili suženje na koji se natakne rudo kormila ili ojačanje u koji se rudo uvuče. Kod većih brodova i podmornica, struk se uvlači u unutrašnjost broda gdje se spaja s uređajem za okretanje kormila. Slična je stvar i kod zrakoplova.
Glava kormila je sam vrh struka kormila, koji je kod čamaca najčešće ojačan da bi se priječilo habanje i oštećenja.
List kormila je dio kormila koji usmjerava brod, odnosno preko kojeg struji vodena masa tijekom plovidbe. Izrađuje se od drva ili od željeza. Drvena kormila se izrađuju iz više dijelova, a metalna iz jednog komada.
Peta kormila je donji dio kormila koji je ojačan da bi se spriječila pucanja i oštećenja kormila.
- Kormilo na velikom brodu
- Kormilo na manjem čamcu
- Kormilo sa svim svojim dijelovima
- Razne vrste kormila